# Sophia hartwegiana
Sophia hartwegiana là một loài thực vật có hoa trong họ Cải. Loài này được (E. Fourn.) Greene miêu tả khoa học đầu tiên năm 1896.